# Maoqi (köpinghuvudort i Kina, Liaoning Sheng, lat 40,79, long 122,69)
Maoqi (kinesiska: 毛祁, 毛祁镇) är en köpinghuvudort i Kina. Den ligger i provinsen Liaoning, i den nordöstra delen av landet, omkring 130 kilometer sydväst om provinshuvudstaden Shenyang. Antalet invånare är 20 437. Befolkningen består av 9 807 kvinnor och 10 630 män. Barn under 15 år utgör 14,0 %, vuxna 15-64 år 75 %, och äldre över 65 år 10,0 %.
Runt Maoqi är det tätbefolkat, med 442 invånare per kvadratkilometer. Närmaste större samhälle är Haizhou, 7,4 km nordost om Maoqi. Trakten runt Maoqi består till största delen av jordbruksmark.
Genomsnittlig årsnederbörd är 976 millimeter. Den regnigaste månaden är juli, med i genomsnitt 249 mm nederbörd, och den torraste är januari, med 7 mm nederbörd.